# Ugandisches Rotes Kreuz
Das Ugandische Rote Kreuz (Originalbezeichnung: Uganda Red Cross Society) (URCS) ist die nationale Rotkreuz-Gesellschaft in Uganda nach den Genfer Rotkreuzabkommen und als solche Teil der Internationalen Rotkreuz- und Rothalbmond-Bewegung. Generalsekretär ist Robert Kwesiga. Die Organisation mit Sitz in Kampala hat 350.000 Mitglieder und ehrenamtliche Mitarbeiter. URCS betreibt 51 Niederlassungen im ganzen Land Uganda.

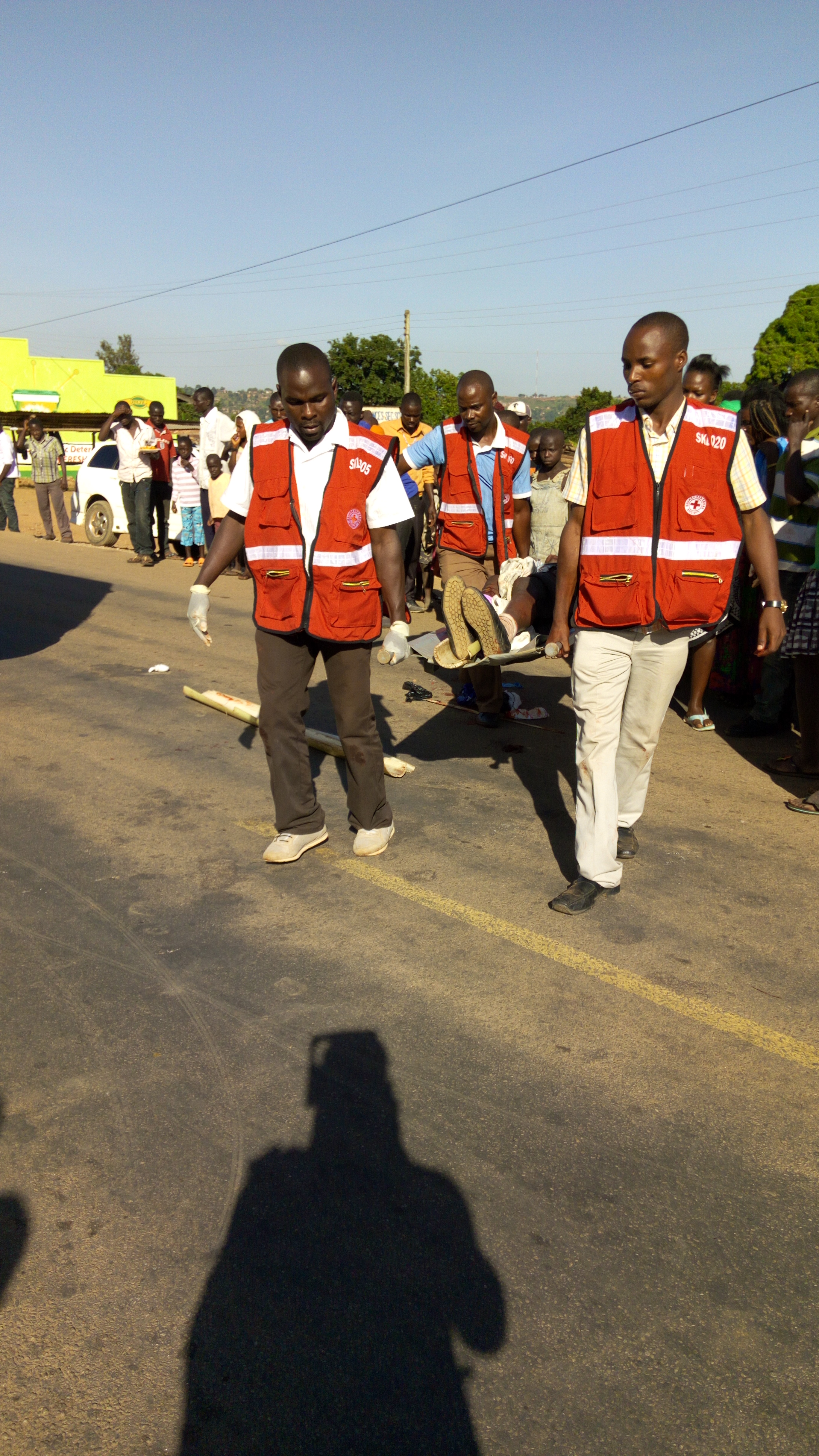
Uganda Red Cross Arbeiter tragen verletzte Person auf einer Trage

## Geschichte
Die URCS wurde 1964 gegründet. 1965 wurde die Organisation Mitglied der Internationalen Föderation der Rotkreuz- und Rothalbmond-Gesellschaften.
Im Jahr 2001 erfuhr die Organisation eine Umstrukturierung, in der unter anderem eine neue Satzung verabschiedet und ein neuer Vorstand gebildet wurden.
Im Konflikt der ugandischen Regierung mit den Rebellen der Lord’s Resistance Army im Norden des Landes, der dazu führte, dass viele Bewohner der Region vertrieben wurden, gab die URCS im Februar 2003 ihre Aktivitäten in den Distrikten Pader, Kitgum und Gulu zeitweise auf, nachdem ein Konvoi des Roten Kreuzes von Rebellen bei Paiula im Distrikt Pader angegriffen und geplündert worden war, wobei sechs Mitarbeiter teils schwer verletzt wurden.